# Cheirospora
Cheirospora is een geslacht van schimmels behorend tot de familie Mollisiaceae. De typesoort is Cheirospora botryospora.

## Soorten
Volgens Index Fungorum bevat het geslacht vier soorten (peildatum mei 2023):
| Soortnaam                                       | Auteur(s)              | Publicatiejaar |
| ----------------------------------------------- | ---------------------- | -------------- |
| Cheirospora alni                                | Shabunin               | 2007           |
| Cheirospora botryospora (Druiventrosinktvlekje) | (Mont.) Berk. & Broome | 1850           |